# Луки Бота
Лукас (Луки) Бота (на английски: Lukas "Luki" Botha), прозвището произнасяно също и по английски като Лъки (или Лаки), е пилот от Формула 1. Роден е на 16 януари 1930 година в Претория, ЮАР.

## Формула 1
Лъки Бота прави своя дебют във Формула 1 в Голямата награда на ЮАР през 1967 година. В световния шампионат записва 1 състезание, като не успява да спечели точки. Състезава се с частен Брабам.